# Luzim e Vila Cova
Luzim e Vila Cova é uma freguesia portuguesa do município de Penafiel, com 10,6 km² de área e 1539 habitantes (censo de 2021). A sua densidade populacional é 145,2 hab./km².

## História
Foi criada aquando da reorganização administrativa de 2012/2013, resultando da agregação das antigas freguesias de Luzim e Vila Cova.

## Demografia
A população registada nos censos foi:
| Distribuição da População por Grupos Etários | Distribuição da População por Grupos Etários | Distribuição da População por Grupos Etários | Distribuição da População por Grupos Etários | Distribuição da População por Grupos Etários | Distribuição da População por Grupos Etários |
| -------------------------------------------- | -------------------------------------------- | -------------------------------------------- | -------------------------------------------- | -------------------------------------------- | -------------------------------------------- |
| Antes da agregação                           |                                              |                                              |                                              |                                              |                                              |
| Ano                                          | 0-14 anos                                    | 15-24 anos                                   | 25-64 anos                                   | >= 65 anos                                   | Total                                        |
| 2001                                         | 387                                          | 295                                          | 785                                          | 236                                          | 1703                                         |
| 2011                                         | 312                                          | 216                                          | 850                                          | 258                                          | 1636                                         |
| Após a agregação                             |                                              |                                              |                                              |                                              |                                              |
| Ano                                          | 0-14 anos                                    | 15-24 anos                                   | 25-64 anos                                   | >= 65 anos                                   | Total                                        |
| 2021                                         | 197                                          | 214                                          | 859                                          | 269                                          | 1539                                         |

## Património
- Menir de Luzim ou Marco de Luzim
- Pegadinhas de São Gonçalo (gravuras rupestres)
- Necrópole megalítica de Luzim (Menir de Luzim - penedo com gravuras rupestres - e conjunto de sete mamoas)